# 犬神姫の徒
『犬神姫の徒』（いぬがみひめのしもべ）は、水沢充による日本の漫画作品。スクウェア・エニックスのウェブコミック配信サイト『ガンガンONLINE』2012年1月26日更新分から2013年4月25日更新分まで毎月第4週更新で連載された。

## 登場人物
犬塚 太郎丸（いぬづか たろうまる）
高校1年生。頭に白羽の矢が刺さり犬神姫の徒に選ばれる。
九十九 アヤ（つくも アヤ）
犬神姫。村人からはタタリ神と恐れられていた。
大河内 左膳（おおこうち さぜん）
九十九家筆頭家老。
藤枝 いちの（ふじえだ いちの）

## 単行本
- 水沢充 『犬神姫の徒』 スクウェア・エニックス〈ガンガンコミックスONLINE〉、全2巻
  1. 2012年10月22日 ISBN 978-4-7575-3753-8
  2. 2013年6月22日 ISBN 978-4-7575-3987-7